# Нігатун
Нігатун (вірм. Նիգատուն) — колишнє село в марзі Арагацотн, на заході Вірменії. Село підпорядковується сусідньому селу Арташаван.